# 시바 (도쿄도)
시바(芝)는 도쿄도 미나토구의 정명이다. 구 도쿄시 시바구의 범위를 가리킨다.
도쿄도 미나토구의 대략 동쪽 절반을 범위로 하며, 에도 도쿄의 야마노테(山手)를 구성하고 있는 지역 중 하나이다.